# Ophrida kuning
Ophrida kuning là một loài bọ cánh cứng trong họ Chrysomelidae. Loài này được Mohamedsaid & Barroga miêu tả khoa học năm 2000.